# Piedimulera
Piedimulera (Pè 'd mülera in dialetto ossolano) è un comune italiano di 1 443 abitanti della provincia del Verbano-Cusio-Ossola in Piemonte.

## Geografia fisica
Il comune di Piedimulera sorge sulla sinistra del delta dell'Anza della Valle Anzasca nella val d'Ossola. Anticamente era chiamato 'Pie' di mulera cioè ai piedi della mulattiera che conduce in Val Anzasca, territorio corrisponde alle prime balze terrazzate a vigneto, prima dolcemente poi sempre più aspramente sulla destra del fiume Anza, affluente del Toce.
Il fiume viene alimentato alle sue origini da numerosi corsi d'acqua, tra cui il torrente Fillar, il Fontanone, per poi buttarsi nel Toce ed insieme ad esso nel Lago Maggiore.

### Frazioni
Nel comune sono presenti le frazioni di Casali, Crosa, Moiachina e Saslero ed anche l'ormai soppresso comune di Cimamulera, soppresso e aggregato a Piedimulera nel 1928 che comprende altre dodici piccole frazioni: Chiesa, Croppala, Mezzamulera, Pairazzi, San Giuseppe, Piana, Aprì, Colletto, Gozzi di Sotto, Gozzi di Sopra, Morlongo e Meggianella.

## Storia

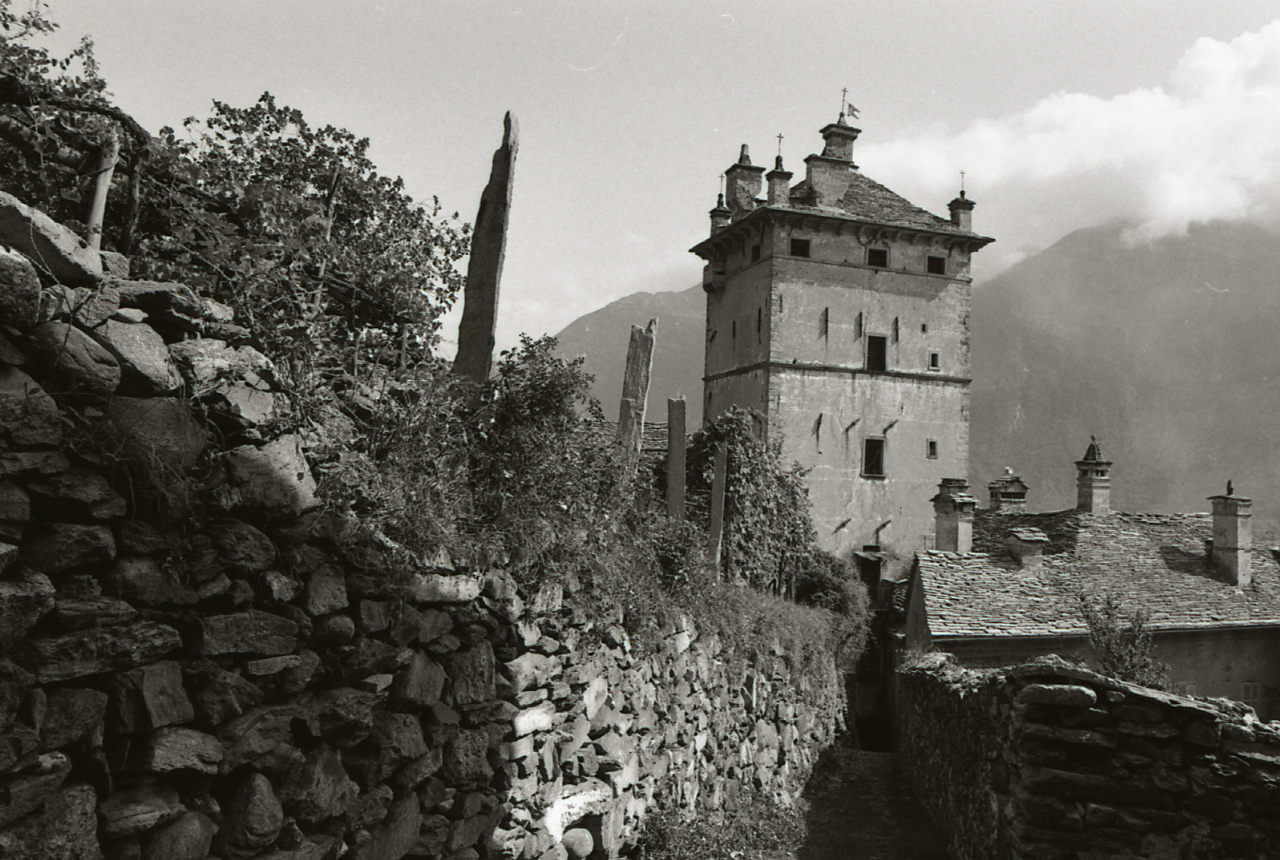
Torre di Piedimulera (1982), foto di Paolo Monti. Fondo Paolo Monti, BEIC.

Il territorio dell'Ossola inferiore condivide con Piedimulera diverse vicende storiche: prima dipendono da Pieve Vergonte, sino al 1328 e poi da Vogogna. Terminato il riferimento territoriale civile con Pieve Vergonte, vi sopravvisse però quello religioso tanto che entrambe le chiese di Cimamulera e Piedimulera, sorte in epoca medioevale, quali cappelle dipendenti da quelle pieve, poterono distaccarsene, per assumerne dignità di parrocchie, nel 1542 la prima e nel 1763 la seconda. Nel 1928 furono aggregati a Piedimulera i soppressi comuni di Cimamulera e Pallanzeno, quest'ultimo poi ripristinato nel 1947.

### Simboli
Il 7 luglio 1931 lo stemma di Piedimulera venne adottato con delibera comunale. In quell’anno era il dottor Silvio Pirazzi Maffiola il podestà, il quale autorizzò il Comune ad occuparsene. Essendo la lavorazione dell’oro un'attività particolarmente sviluppata nella zona all’epoca, il podestà decise di raffigurarla dotando lo stemma di una antica molazza, posta al centro dello scudo. I colori dello stemma erano e sono tuttora: azzurro, sul quale spicca la macina, ed il giallo della parte inferiore, i quali sono i colori della Valle Anzasca. I due campi sono divisi da una tinta di color argento, che simboleggia il torrente Anza. Nel campo giallo, sono raffigurate tre cuspidi o punte, che rappresentano le montagne e su ognuna è presente una linea nera serpeggiante: la mulattiera. Al di sopra dello scudo, la corona civica rappresenta la corona della Provincia di Novara. Al momento della sua concessione con regio decreto del 17 giugno 1937, era presente il capo del Littorio, ai tempi obbligatorio e ora non più esistente. Furono proprio le vicende politiche e sociali che portarono lo stemma a continue metamorfosi. Dopo il 1945, il comune si dotò di una bandiera per le cerimonie ufficiali, ed è il momento in cui lo stemma nazionale della nuova Repubblica Italiana si sostituì a quello del vecchio fascio. Infine è nel 1974 che lo stemma ebbe la sua ultima modifica con la scomparsa del capo.
Il gonfalone è un drappo di azzurro.

## Monumenti e luoghi di interesse
Il centro storico del borgo di Piedimulera è caratterizzato dalla presenza di numerosi edifici risalenti al sei-settecento che testimoniano l'importanza che questo luogo ha assunto nei secoli quale centro di commerci tra le genti ossolane e quelle della Valle Anzasca.
Tra queste costruzioni civili spicca il Palazzo Testoni il cui principale elemento costruttivo originario è un forte torrione a pianta quadrata, edificato nel 1595 ad opera di Desiderio Ferrerio probabilmente allo scopo di controllare la mulattiera che conduceva in Valle Anzasca. Un secolo dopo il torrione venne trasformato dalla famiglia Testori nel nobile palazzo quale è oggi, pregevole per i ricchi saloni decorati con stucchi e pitture. Inoltre, negli anni, le funzioni del palazzo sono state molteplici. Venne utilizzato come sede per varie associazioni, come ad esempio la Società operai di Mutuo Soccorso, ma anche come sede per eventi di beneficenza. Inoltre, venne utilizzato il salone del palazzo per ospitare la ricorrenza del 130º anniversario della nascita del noto Ing. Prof. Giorgio Spezia.
Nel centro storico del paese sorge la Parrocchiale dei Santi Giorgio e Antonio Abate. L'edificio è organizzato in una navata unica di stile classico tra il 1785 ed il 1790. Alla stessa epoca risale anche il campanile che l'affianca: costruito nel 1792, venne poi sopraelevato nel secolo successivo.
All'interno della chiesa sono conservati interessanti dipinti, opera del pittore Lorenzo Peretti, fra cui un affresco raffigurante il Martirio di San Giovanni Nepomuceno, oltre a una tela di autore ignoto raffigurante Cristo morto.

## La frazione Cimamulera
A differenza di Piedimulera, tipico borgo di fondovalle, Cimamulera sorge in posizione elevata, su una roccia dove sorveglia l'imbocco della valle e a monte del paese, anticamente detta " cima alla mulera " . Ha sempre legato la sua vita all'agricoltura montana, all'allevamento e all'attività boschiva. Come nel capoluogo, è presente un'antica torre recentemente trasformata in abitazione civile. Si tratta di una parte del più ampio complesso difensivo, costituito da torri di segnalazione di epoca romana, presenti in varie parti d'Europa , ma in Ossola ancora ben conservate e visibili in vari paesi.
La Parrocchiale di Sant'Antonio Abate si compone di una navata centrale e di due piccole navate laterali. Venne costruita nella prima metà del Seicento e successivamente ampliata nel 1707 per meglio far fronte alle esigenze del culto. A questa chiesa è legata una vicenda curiosa che ha interessato le cronache del XIX secolo, quando Francesco Grignaschi, parroco di Cimamulera, autoproclamatosi novello Messia, diede vita a una setta religiosa composta prevalentemente da donne, detta dei Grignaschi . Era convinto che sarebbe stato crocefisso; nel 1850 finì scomunicato e condannato a dieci anni di prigione.

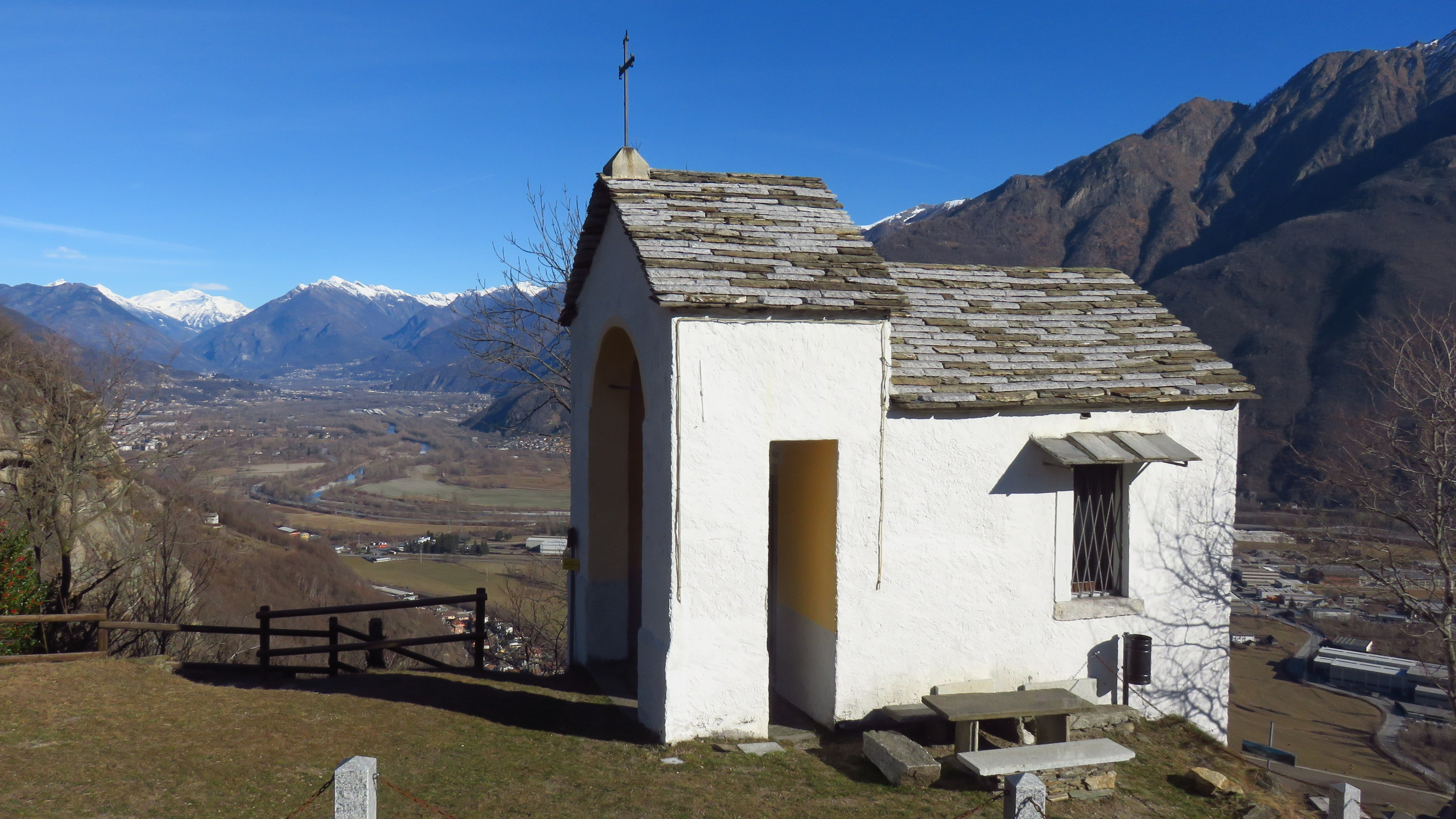
Cimamulera, Cappella Madonna della Pace

La Cappella della Pace è un luogo di culto, situato nella frazione Castigliasco, in un punto panoramico di Cimamulera e per questo anche chiamata balcone dell’Ossola. L’edificio fu costruito, con la volontà del parroco di Cimamulera Don Giuseppe Salina, durante la Prima Guerra Mondiale come buon auspicio. I lavori furono ultimati nel 1917. Nonostante ciò, l’edificio dovette affrontare numerosi eventi drammatici, come la Seconda Guerra Mondiale che danneggiò in parte la Cappella. Gli ultimi ritocchi vennero svolti negli anni ’70, quando si aggiunse di fronte all’edificio, ben in vista, una croce di ferro.
L'attività economica prevalente di Piedimulera è l'industria , seguita dal lavoro transfrontaliere nella vicina Svizzera. La singolare collocazione geografica del paese posto all'imbocco della Valle Anzasca ha favorito lo sviluppo di attività commerciali, mentre la vicinanza di due poli industriali di Pieve Vergonte e Villadossola ha contribuito alla crescita di piccole industrie e di attività artigianali di cui è recente la formazione di un'area attrezzata.

## Società

### Evoluzione demografica
Abitanti censiti

## Amministrazione
Di seguito è presentata una tabella relativa alle amministrazioni che si sono succedute in questo comune.
| Periodo        | Periodo        | Primo cittadino    | Partito                                   | Carica  | Note   |
| -------------- | -------------- | ------------------ | ----------------------------------------- | ------- | ------ |
| 24 aprile 1995 | 14 giugno 1999 | Fausto Sgro        | centro-sinistra                           | Sindaco | [ 12 ] |
| 14 giugno 1999 | 14 giugno 2004 | Fausto Sgro        | lista civica                              | Sindaco | [ 12 ] |
| 14 giugno 2004 | 8 giugno 2009  | Gian Mauro Bertoia | lista civica                              | Sindaco | [ 12 ] |
| 8 giugno 2009  | 26 maggio 2014 | Gian Mauro Bertoia | lista civica                              | Sindaco | [ 12 ] |
| 26 maggio 2014 | 26 maggio 2019 | Alessandro Lana    | lista civica Serietà coerenza impegno     | Sindaco | [ 12 ] |
| 26 maggio 2019 | 9 giugno 2024  | Alessandro Lana    | lista civica Piedimulera obiettivo comune | Sindaco | [ 12 ] |
| 10 giugno 2024 | "in carica"    | Alessandro Lana    | lista civica Piedimulera obiettivo comune | Sindaco | [ 12 ] |

Fa parte dell'Unione Montana delle Valli dell'Ossola.

## Sport

### Calcio
La principale squadra di calcio della città è l'A.S.D. Piedimulera 1978 che milita nel girone A piemontese e valdostano di Promozione. È nata nel luglio del 1978.

### Pallavolo
Diversi anni fa L'ASD Pallavolo Piedimulera ha svolto la propria attività presso la palestra comunale del paese con squadre giovanili e amatoriali partecipanti ai campionati del CSI. Negli ultimi anni ha collaborato con l'Omegna Pallavolo e la Rosaltiora Verbania.